# 47 Tucanae
Az 47 Tucanae (más néven NGC 104 vagy Caldwell 106) egy gömbhalmaz a Tucana (Tukán) csillagképben.

## Felfedezése
A 47 Tucanae gömbhalmazt Nicolas-Louis de Lacaille fedezte fel 1751-ben, de Patrick Moore katalogizálta a Caldwell-katalógusba mint C106.

## Tudományos adatok

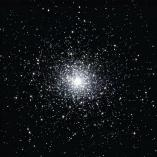
47 Tucanae

Bolygónktól körülbelül 13 400 fényévre távolságra van, átmérője 120 fényév (1,135·1018 m). A második legfényesebb gömbhalmaz az ω Centauri után, szabad szemmel is megfigyelhető. Megközelítőleg 1 millió csillag otthona. A 47 Tucanae 18,7 km/s sebességgel közeledik felénk. Kora körülbelül 10 milliárd év.

## Megfigyelési lehetőség
A Föld déli félgömbjéről figyelhető meg. Ideális körülmények között (kis fényszennyezettség esetén) körülbelül a Hold méretével egyezik meg az égbolton.